# 土屋公幸
土屋 公幸（つちや きみゆき、1941年2月1日 - 2018年6月5日）は、日本の哺乳類学者。学位は、農学博士（東京農業大学・論文博士・1975年）。東京農業大学名誉教授。

## 人物
1941年、東京都生まれ。1964年、東京農業大学農学部卒業。
元東京農業大学野生動物学研究室教授、元太美生物研究所所長、元株式会社応用生物生物資源研究室特任研究員。ネズミやモグラを中心とした幅広い研究を行う。
1975年、「日本産アカネズミ類の種分化に関する核形態学的および生化学的研究」で、東京農業大学より農学博士の学位を取得。
学芸員資格をもち、宮崎県および山梨県のレッドデータ哺乳動物部門の調査・執筆を担当する。
2010年、野生小哺乳類の染色体・系統分類と実験動物化に関する長年の研究業績を認められ、平成22年度（第3回）日本哺乳類学会賞を受賞した。
2018年に膵臓癌により77歳で逝去。

## 著書
- 国立情報学研究所収録著書 国立情報学研究所
- 飯島正広; 土屋公幸 (2015), リス・ネズミハンドブック

## 論文
- 国立情報学研究所収録論文 国立情報学研究所
- 吉行瑞子; 服部正策; 土屋公幸 (1989), “奄美群島産コウモリの2希種に関する分類学的解析〔英文〕 (奄美諸島・トカラ列島の自然史科学的総合研究-1-)”, 国立科学博物館専報 22:  215-225

- 土屋公幸; 若菜茂晴; 鈴木仁; 服部正策; 林良博 (1989), “トゲネズミの分類学的研究 : I。遺伝的分化”, 国立科学博物館専報 22:  227-234

## 賞詞
- 日本哺乳類学会賞（第3回）：2010年「野生小哺乳類の染色体・系統分類と実験動物化に関する研究」[7]

## 関連人物
- 今泉吉典
- 吉行瑞子
- 服部正策
- 吉田俊秀
- 森脇和郎